# Старая Белогузка
 Старая Белогузка  — деревня в Вятскополянском районе Кировской области в составе Кулыжского сельского поселения.

## География
Расположена у правого берега реки Вятка на расстоянии примерно 6 км по прямой на восток от города Вятские Поляны.

## История
Известна с 1702 года, в 1773 году (тогда деревня Нижняя) 146 жителей, в 1802 20 дворов. В 1873 году здесь (Бело-Уска или Белогузка) дворов 27 и жителей 231, в 1905 (Белогузка) 49 и 264, в 1926 46 и 226, в 1950 51 и 196, в 1989 14 человек. Настоящее название утвердилось с 1978 года. По неподтвержденным данным время возникновения деревни может относиться к 1530 году. В советское время работали колхозы "11-я Пятилетка" и им.Ленина. 

## Население
Постоянное население составляло 1 человек (русские 100%) в 2002 году, 3 в 2010.